# Ральф Веннінгер
Ральф (Рудольф) Веннінгер (нім. Ralph (Rudolf) Wenninger; 22 квітня 1890, Мюнхен — 13 березня 1945)— німецький офіцер, генерал авіації. Кавалер ордена Pour le Mérite.
Веннінгер займає 37-е місце у списку найрезультативніших підводників Першої світової війни.

## Біографія
Син генерал-лейтенанта Карла Ріттера фон Веннінгера. 3 квітня 1907 року поступив на службу кадетом в кайзерліхмаріне. Пройшов базову підготовку на суші потім морську практику на навчальних кораблях SMS Freya, і SMS Charlotte. 1 квітня 1908 роки закінчив військово-морське училище в Мюрвіке і отримав звання фенріх. Потім продовжив навчання. Пройшов тримісячні курси на навчальному кораблі артилерійської школи і торпедному навчальному кораблі SMS Württemberg. Далі навчався при 2-му батальйоні морської піхоти.
30 вересня 1909 року одержав призначення на Далекий Схід на крейсерську ескадру. З 26 лютий 1909 роки служить на броненосних крейсерів SMS Scharnhorst. 28 вересня 1910 року Веннінгер справили звання лейтенанта. 14 листопада 1911 року Веннінгер повернувся до Німеччини і отримав призначення командиром роти в 1-ю морську дивізію.
З 12 вересня 1913 року — вахтовий офіцер і офіцер зв'язку на SMS Pfeil і на цій посаді залишався до Першої світової війни.

### У роки Першої світової війни
30 листопада 1914 року Веннінгер переводять на лінійний корабель SMS Kaiser Friedrich III на таку ж посаду вахтового офіцера і офіцера зв'язку.
З 13 січня по 26 березня 1915 року Веннінгер проходить курси підготовки офіцерів підводників. Проходить навчання і командує навчальними човнами SM UB 9 і SM UB 11. 16 квітня 1915 Рудольф Веннінгер отримує під командування свою бойову човен SM UB 17 яка увійшла у флотилію підводних човнів у Фландрії. Командиром SM UB 17 він був до 27 червня 1916 року. Потім з 23 липня 1916 року по 21 травня 1917 командував SM UC 17. 1 липня 1917 року прийняв під командування свою останню човен SM UB 55.
Веннінгер був одним з найуспішніших підводників Першої світової війни. За свою кар'єру він потопив 98 кораблів, тоннаж яких в цілому оцінюється в 102 638 тонн, ще 7 кораблів (загальним тоннажем 27 849 тонн) були пошкоджені і один наведено в якості призу.
22 квітня 1918 року в Дуврському протоці підводний човен SM UB 55 перебуваючи в підводному положенні підірвалася на міні і затонув. Врятуватися вдалося близько 20 морякам. Але тільки 8 осіб (за іншими даними — 6) були знайдені живими, британськими моряками з траулера. Один підводник помер вже на борту траулера. Серед врятованих був і командир човна. Так Рудольф Веннінгер потрапив в полон.

### Служба в рейхсмаріне
У жовтні 1919 року повернувся на батьківщину і був зарахований в ВМФ спочатку в розпорядження комендатури бази в Кілі. У січні 1920 року він приєднався до 3-й Морський бригаді Вільфріда фон Лёвенфельда, де командував ротою до 31 травня 1920 року.
З 1 червня 1920 року служив у рейхсмаріне, спочатку на станції Балтійського моря, в дивізіоні морських кадетів. З 9 листопада 1921 року по 9 листопада 1921 року обіймав посаду начальника 6-й напівфлотілії тральщиків. З 14 листопада 1921 року до 3 січня 1922 командував 5-ю напівслотилією тральщиків. З 2 квітня 1922 року — штурман на крейсері Thetis.
З 15 вересня 1924 року — 2-й офіцер в Адмірал-штабі. З 16 грудня 1924 року — 1-й ад'ютант в штабі військово-морської станції Балтійського моря. 1 жовтня 1927 року по 27 березня 1929 року 1-й офіцер легкого крейсера Berlin. В цей час крейсер здійснив далекий похід в східну Азію і Австралію.
З квітня по вересень 1929 року очолював відділ в групі ППО в Морському керівництві. З 1 жовтня 1932 року начальник групи ППО Морського керівництва. З 1 квітня 1933 року начальник штабу управління ППО Імперського військового міністерства і присвоєнням звання капітенцурзее.

### Служба в люфтваффе
1 жовтня 1934 року Веннінгер переведений в люфтваффе і призначений директором Центрального відділу Імперського міністерства авіації (RLM). 14 серпня 1935 переведений в групу аташе RLM і 1 жовтня 1935 очолив в її складі відділ. З 1 квітня 1936 року — військово-повітряний аташе в Лондоні, Гаазі та Брюсселі. Після вступу Великої Британії в Другу світову війну 3 вересня 1939 року втратив посаду в Лондоні. З 1 червня 1940 року — генерал для особливих доручень при штабі 2-го, з 5 червня 1941 року — 3-го повітряного флоту, з 19 вересня 1941 року — при штабі головнокомандувача на Півдні. Помер в шпиталі на віллі «Емма».

## Звання
- Морський кадет (3 квітня 1907)
- Фенрих-цур-зее (21 квітня 1908)
- Лейтенант-цур-зее (28 вересня 1910)
- Обер-лейтенант-цур-зее (27 вересня 1913)
- Капітан-лейтенант (16 листопада 1917)
- Корветтен-капітан (1 квітня 1926)
- Фрегаттен-капітан (1 жовтня 1931)
- Капітан-цур-зее (1 квітня 1934)
- Оберст (1 жовтня 1934)
- Генерал-майор (1 березня 1936)
- Генерал-лейтенант (1 березня 1938)
- Генерал авіації (1 листопада 1940)

## Нагороди
- Залізний хрест 2-го і 1-го класу
- Лицарський хрест королівського ордена дому Гогенцоллернів з мечами (29 березня 1916)
- Pour le Mérite (30 березня 1918)
- Орден «За заслуги» (Баварія) 4-го класу з мечами
- Ганзейський Хрест (Гамбург)
- Ганзейський Хрест (Бремен)
- Нагрудний знак підводника
- Фландрійський хрест
- Хрест Левенфельда
- Почесний хрест ветерана війни з мечами
- Медаль «За вислугу років у Вермахті» 4-го, 3-го, 2-го і 1-го класу
- Комбінований Знак Пілот-Спостерігач з діамантами